# Mihri Müşfik Hanım
Mihri Müşfik Hanım, nata Mihri Rasim Achba (in turco ottomano مهری مشفیق خانم; Baklatarlası, 26 febbraio 1886 – New York, 1954), è stata una pittrice turca.
Principessa appartenente al gruppo etnico degli Abcasi, divenne una delle prime e più note pittrici turche, conosciuta principalmente per i suoi ritratti raffiguranti figure popolari come Mustafa Kemal Atatürk e Papa Benedetto XV.

## Biografia
Nacque nel palazzo Rasim Pasha a Baklatarlası, un quartiere di Kadıköy a Istanbul, ed era un membro della nobile famiglia degli Achba. Suo padre era Ahmed Rasim Pasha, specialista in anatomia, ed eminente insegnante presso la Scuola Militare di Medicina, di cui era anche presidente. I suoi gusti raffinati e il suo interesse per la musica, la pittura e la letteratura ebbero un ruolo importante nella formazione artistica della figlia. Oltre alla sua reputazione di medico, era noto anche per i suoi interessi musicali e per suonare il saz nelle riunioni serali. Sua madre era Fatma Neşedil Hanım, anch'essa appartenente al gruppo etnico degli Abcasi. Sua sorella minore Enise Hanım era la madre della pittrice Hale Asaf, un'altra illustre artista della tarda società ottomana.
Mihri Hanım ricevette un'educazione di stampo tipicamente occidentale. Si interessò di letteratura, musica e pittura. Ebbe le sue prime lezioni private di pittura dall'artista italiano Fausto Zonaro, presso il suo studio nel quartiere Beşiktaş-Akaretler di Istanbul. S'innamorò del direttore italiano di una compagnia di acrobati in visita a Istanbul, e di conseguenza partì per Roma e poi per Parigi, desiderando evidentemente di essere coinvolta nella sua cerchia artistica. Per un certo periodo visse e lavorò in un appartamento a Montparnasse, mantenendosi con la realizzazione di ritratti e subaffittando una delle camere a studenti. Uno di quegli inquilini era Müşfik Selami Bey, uno studente di politica presso la Sorbona, che successivamente sposò. Müşfik era il figlio di Selami Bey, una nota personalità di Bursa. Si interessava di politica, storia e letteratura. Tuttavia, la data del loro matrimonio è sconosciuta.

## Carriera

### Fasi iniziali
Mihri fu introdotta presso Cavid Bey, ministro ottomano delle finanze, che si trovava a Parigi per ottenere un accordo con il governo francese in seguito alle Guerre balcaniche. Alcuni telegrammi inviati da Cavid Bey al Ministro dell'Educazione per raccomandare Mihri, comportarono la sua nomina a insegnante d'arte presso la Scuola femminile di tirocinio degli insegnanti a Istanbul nel 1913. Quando la Scuola Femminile di Belle Arti (İnas Sanâyi-i Nefîse Mektebi) fu fondata nel 1914, ella ne divenne la direttrice come pure docente di belle arti, dopo la nomina del matematico Salih Zeki Bey.

### Edebiyat-ı Cedide
Mihri aveva anche degli amici tra i poeti di Edebiyat-ı Cedide (Nuova Letteratura), in particolare uno dei suoi principali esponenti, Tevfik Fikret. Se Edebiyat-ı Cedide constituiva l'ala letteraria dell'influenza artistica francese dell'intelligentsia tardo ottomana, Mihri Hanım può essere considerata la sua controparte in pittura; ella chiaramente aveva un posto speciale tra le artiste della sua scuola. La casa di Tevfik Fikret a Aşiyan divenne il suo studio per un certo periodo.
I poeti di Edebiyat-ı Cedide furono influenzati da Realismo, Parnassianesimo e Simbolismo, che dominavano la letteratura francese del XIX secolo durante questo periodo. Cenap Şahabettin, un membro di Servet-i Fünun, nota una delle sue principali concezioni, una relazione speciale con la natura: "un luogo dove vagano emozioni e sogni," o anche la natura come lo specchio delle anime degli artisti. Oltre a questa influenza, il simbolismo del colore nella poesia di Edebiyat-ı Cedide sembra aver influito sul lavoro di Mihri Hanım Maî ve Siyah (Blu e Nero): il famoso romanzo di Halid Ziya Uşaklıgil riflette il blues della scuola Edebiyat-ı Cedide come pure i ritratti di Mihri Hanım.

### Accuse
La visita di Mihri Hanım al giornalista Hüseyin Cahit Yalçın e al condannato ex-ministro delle finanze, Cavit Bey, diedero luogo a critiche riguardo al suo comportamento. In risposta, nel 1919 ella e i suoi studenti si recarono al giornale Tanin e denunciarono le accuse. La sua stretta relazione con İttihat ve Terraki Cemiyeti (Comitato Unione e Progresso; CUP) obbligò infine Mihri Hanım a lasciare Istanbul, occupata dalle forze alleate, per l'Italia nel 1919. Entro un anno dal suo ritorno, riprese a insegnare alla Scuola Femminile di Belle Arti.

### Visita in Italia e divorzio
Verso la fine del 1922, ella ritornò in Italia e là terminò il suo matrimonio con Müşfik Bey nel 1923. Ella ebbe una relazione con il poerta italiano Gabriele D'Annunzio e tramite lui ebbe l'opportunità di dipingere un ritratto del papa come pure di lavorare al restauro degli affreschi in una cappella. Mihri Hanım era stata presentata a Gabriele D'Annunzio dal suo amico, il pittore Renato Brozzi, ed era in contatto con lui tramite Brozzi. Ella fu occasionalmente un argomento nella loro corrispondenza. Il 4 febbraio 1926, d'Annunzio scrisse a Brozzi: "Dov'è la signora turca? Non l'ho più sentita. Se la vedi, abbracciala per me, ma questo abbraccio deve essere quello dell'harem dell'agha". In un'altra lettera, scritta il 26 agosto 1926, la "signora turca" fu di nuovo chiamata in causa: "Dov'è l'odalisca Mihri? Cosa sta facendo?" Evidentemente, nonostante gli sforzi di Mihri Hanım come professionista, sia D'Annunzio che il Brozzi continuarono a vederla attraverso un filtro "orientale".

### Fase successiva
Mihri Hanım ritornò brevemente in Turchia dopo l'istituzione della Republica. Qui, dipinse il ritratto di Atatürk e glielo consegnò personalmente alla Residenza presidenziale Çankaya ad Ankara.
Successivamente si recò a Roma, Parigi e infine negli Stati Uniti (New York, Boston, Washington, e Chicago). Una notizia apparsa sul New York Times il 25 novembre 1928 segnalava che una raccolta di opere di Mihri Hanım sarebbe stata esposta presso la Galleria George Maziroff dal 26 novembre al 15 dicembre.
Negli anni 1938 e 1939, ella lavorò come hostess all'Esposizione universale a Long Island, presso New York. Durante questo periodo, dipinse un ritratto di Rezzan Yelman, la moglie del giornalista Ahmet Emin Yalman, che viveva a New York. Inoltre, a quanto si dice, realizzò illustrazioni per vari giornali pubblicati a New York durante la Seconda Guerra Mondiale.

## Morte
Visse i suoi ultimi anni nell'indigenza e morì nel 1954. Fu sepolta nel cimitero dei poveri a Hart Island presso New York.